# Flemming Hvidberg
Flemming Hvidberg, né le 17 décembre 1897 à Nykøbing Mors (Danemark) et mort le 21 février 1959 à Jérusalem (Israël), est un homme politique danois membre du Parti populaire conservateur (KF), ancien ministre et ancien député au Parlement (le Folketing).

## Décoration
- Commandeur de l'ordre du Dannebrog